# Radical Action to Unseat the Hold of Monkey Mind
Radical Action to Unseat the Hold of Monkey Mind — збірка живих виступів британського гурту King Crimson, випущена 2 вересня 2016 року. Видавцем став лейбл Discipline Global Mobile.
Збірка була записана протягом осені та початку зими 2015 року під час турне по Японії, Канаді та Франції. Композиції, які увійшли до неї, здебільшого стосуються ранньої творчості групи, а саме 1969—1974 років, і більшість із цих пісень не виконувались на концертах з 1970-х років.
Збірка вийшла двома виданнями: 4-дисковим стандартним виданням із повним записом концерту на одному Blu-ray диску та трьома компакт-дисками; та лімітований тираж із шести дисків, який має додаткові два диски з повним концертом та розширеним буклетом.

## Композиції

### Диск 1Mainly Metal
1. Larks’ Tongues in Aspic: Part One — 10:36
2. Radical Action (to Unseat the Hold of Monkey Mind) — 3:40
3. Meltdown — 4:22
4. Radical Action II — 2:27
5. Level Five — 6:46
6. The Light of Day — 5:49
7. The Hell Hounds of Krim — 3:36
8. The ConstruKction of Light — 6:24
9. The Talking Drum — 3:48
10. Larks’ Tongues in Aspic: Part Two — 6:39

### Диск 2Easy Money Shots
1. Writers — 2:07
2. Pictures of a City — 8:17
3. Banshee Legs Bell Hassle — 1:40
4. Easy Money — 8:26
5. VROOOM — 4:56
6. Suitable Grounds for the Blues — 4:51
7. Interlude — 2:23
8. The Letters — 6:30
9. Sailor's Tale — 6:41
10. A Scarcity of Miracles — 6:52

### Диск 3Crimson Classics
1. Red — 6:31
2. One More Red Nightmare — 6:03
3. Epitaph — 8:44
4. Starless — 12:17
5. Devil Dogs of Tessellation Row — 3:00
6. The Court of the Crimson King — 7:00
7. 21st Century Schizoid Man — 10:56

## Учасники запису
- Роберт Фріпп — гітара, клавіші
- Пет Мастелотто — ударні
- Якко Якшик[en] — гітара, вокал
- Тоні Левін — бас-гітара, бек-вокал
- Мел Коллінз — саксофон, флейта
- Білл Ріфлін[en] — ударні
- Гевін Гаррісон[en] — ударні

## Позиції в чартах
| Чарт                        | Позиція |
| --------------------------- | ------- |
| FIMI                        | 100     |
| Scottish Albums Charts(OCC) | 38      |
| UK Albums Chart(OCC)        | 71      |